# نظرية فرانكنشتاين (فلم)
نظرية فرانكنشتاين (بالإنجليزية: The Frankenstein Theory) هو فيلم رعب تم إنتاجه في الولايات المتحدة وصدر سنة 2013 بطولة كريس ليميك وتيموثي في مرفي.

## القصة
عندما يتم تعليق عمله في الجامعة لأفكاره الغريبة، يقود البروفيسور جون فنكينهام طاقم فيلم وثائقي لحافة الدائرة القطبية الشمالية في محاولة يائسة للدفاع عن سمعته الأكاديمية، نظريته تقول بأن الرواية الشهيرة التي كتبتها ماري شيللي والمعروفة بـ «فرانكنشتاين» هي في الواقع ليست عملاً خياليًا بالكامل، إنما بنيت على تجربة حقيقية وقعت بالفعل. وفي البراري المتجمدة، يبدأ فنكينهام وفريقه بالبحث عن الوحش الأسطوري الذي ورد في رواية ماري شيللي، ويقودهم البحث لاكتشاف مفزع يفوق كل كوابيسهم رعبًا.

## وصلات خارجية
مقالات تستعمل روابط فنية بلا صلة مع ويكي بيانات